# Fernando Aiuti
Fernando Aiuti (Urbino, 8 de junho de 1935 — Roma, 9 de janeiro de 2019) foi um médico imunologista e político italiano. Foi fundador e atual presidente honorário da Associação Anlaids.

## Biografia
Nascido em Urbino em 1935, Fernando Aiuti formou-se em medicina e cirurgia em 1961, pela Universidade de Roma "La Sapienza". Em 1991, durante um congresso na feira de Cagliari, onde discutia-se a possibilidade de transmissão de AIDS por via oral, ele de repente agarrou Rosaria Iardino, uma mulher HIV-positiva, e a beijou na boca, tentando convencer a opinião pública de que o vírus não poderia ser transmitido por via oral. Um jornalista fotografou a cena e esta foto rodou o mundo.
Em 2008 candidatou-se pelo Povo da Liberdade nas eleições municipais de Roma, sendo eleito, até 2013.
Morreu aos 83 anos na Policlínica Gemelli, onde estava internado devido a uma cardiopatia isquémica, caindo de algumas escadas.

## Documentário
- + o - il sesso confuso. Racconti di mondi nell'era AIDS, de Andrea Adriatico e Giulio Maria Corbelli, (2010)